# Leptataspis trifasciata
Leptataspis trifasciata är en insektsart som beskrevs av Victor Lallemand 1927. Leptataspis trifasciata ingår i släktet Leptataspis och familjen spottstritar. Inga underarter finns listade i Catalogue of Life.